# Ивич, Томислав
Томислав Ивич (хорв. Tomislav Ivić; 30 июня 1933, Сплит, Королевство Югославия — 24 июня 2011, Хорватия) — югославский футболист, югославский и хорватский тренер. В качестве тренера выиграл чемпионаты шести стран.
В 2007 году был признан самым успешным тренером в истории мирового футбола по версии итальянской газеты La Gazzetta dello Sport.

## Биография

### 60-е годы
После окончания высшей тренерской школы в Белграде возвращается в «Раднички» из города Сплит, где работает один сезон, после этого четыре года тренер юношеского состава «Хайдука».

### 70-е
Свой тренерский путь продолжает в «Шибенике», а в 1973 году возвращается в «Хайдук» на место главного тренера, выигрывает два чемпионата — в 1974 и 1975 годах и четыре Кубка — 1972, 1973, 1974 и 1976.
С 1976 до 1978 года возглавляет амстердамский «Аякс» и выигрывает чемпионат Нидерландов и Кубок. Возвращается в «Хайдук» в 1978 году, опять выигрывает чемпионат в 1979 году.

### 80-е
С 1980 до 1983 года тренирует бельгийский «Андерлехт», с которым в первом сезоне выигрывает чемпионат. С 1983 по 1987 год возглавляет «Галатасарай», «Динамо» (Загреб), итальянский «Авеллино» и семь туров тренирует «Панатинаикос», затем ненадолго возвращается в «Хайдук».
В 1987 году уходит в португальский «Порту», с которым в одном сезоне завоёвывает четыре трофея — становится чемпионом Португалии, обладателем Кубка Португалии, обладателем Суперкубка Европы и межконтинентального Кубка.

### 90-е
В 1991 году с мадридским «Атлетико» завоевал Кубок Испании, а в сезоне 1991/92 возглавлял «Олимпик Марсель», с которым выиграл французский чемпионат. В сезоне 1992/93 тренирует лиссабонскую «Бенфику», а в сезоне 1993/94 возвращается в «Порту».
После Евро-96 ненадолго возглавляет «Аль-Васл» из Объединённых Арабских Эмиратов, а затем один сезон — сборную ОАЭ. В 1998 году возглавляет сборную Ирана. После этого с 1998 до 2001 года работает в бельгийском «Стандарде» (Льеж).

### 2000-е
В 2003 году был тренером «Аль-Иттихада» из Саудовской Аравии.

## Достижения
- Чемпион Югославии 1974, 1975 и 1979 годов с «Хайдуком»
- Чемпион Голландии 1977 года с «Аяксом»
- Чемпион Бельгии 1981 года с «Андерлехтом»
- Чемпион Греции 1986 года с «Панатинаикосом»
- Чемпион Португалии 1988 года с «Порту»
- Чемпион Франции 1992 года с «Олимпик Марселем»
- Обладатель Суперкубка УЕФА 1987 года с «Порту»
- Обладатель Межконтинентального Кубка 1987 года с «Порту»
- Обладатель Кубка Португалии 1988 года с «Порту»
- Обладатель Кубка Испании 1991 года с «Атлетико Мадрид»